# Бар-лез-Эпуас
Бар-лез-Эпуа́с (фр. Bard-lès-Époisses) — коммуна во Франции, находится в регионе Бургундия. Департамент коммуны — Кот-д’Ор. Входит в состав кантона Семюр-ан-Осуа. Округ коммуны — Монбар.
Код INSEE коммуны — 21047.

## Население
Население коммуны на 2010 год составляло 54 человека.
| 1962 | 1968 | 1975 | 1982 | 1990 | 1999 | 2010 |
| ---- | ---- | ---- | ---- | ---- | ---- | ---- |
| 91   | 95   | 90   | 72   | 66   | 67   | 54   |

## Экономика
В 2010 году среди 33 человек трудоспособного возраста (15—64 лет) 26 были экономически активными, 7 — неактивными (показатель активности — 78,8 %, в 1999 году было 73,5 %). Из 26 активных жителей работали 25 человек (13 мужчин и 12 женщин), безработным был 1 мужчина. Среди 7 неактивных 3 человека были учениками или студентами, 2 — пенсионерами, 2 были неактивными по другим причинам.